# Nunca (canción de Zoé)
«Nunca» es una canción de la banda de rock alternativo Zoé, presente en su tercer álbum de estudio Memo Rex Commander y el Corazón Atómico de la Vía Láctea publicado en julio de 2006. 

## Otras versiones
Tiene una versión en álbum en vivo 281107 en vivo desde el Palacio de los Deportes ante 17,976 personas.
Crearon una versión para su álbum en vivo MTV Unplugged/Música de fondo del 2011 donde contaron con la compañía de músicos como Chetes en el guitarra acústica, Andrés Sánchez y Yamil Rezc en las Percusiónes y Denise Gutiérrez con los coros.
Se grabó una versión en vivo en el Foro Sol en concierto del 8.11.14 ante más de 55 mil personas.

## Lista de canciones
| Lista de canciones |                                                        |          |  |
| N.º                | Título                                                 | Duración |  |
| 1.                 | «Nunca» (Versión del álbum)                            | 4:02     |  |
| 2.                 | «Nunca(con Lo Blondo)» (MTV Unplugged/Música de Fondo) | 5:56     |  |

## Personal
En la versión de Estudio participaron
- León Larregui - voz líder.
- Ángel Mosqueda - Bajo.
- Jesús Báez - Órgano Hammond, Teclados.
- Sergio Acosta - guitarra eléctrica.
- Rodrigo Guardiola - Batería.

En la versión del Unplugged participaron
- León Larregui - voz líder.
- Ángel Mosqueda - Bajo.
- Sergio Acosta - guitarra acústica.
- Rodrigo Guardiola - Batería, Percusión.
- Jesús Báez - Teclado, Clavicordio.
- Chetes - guitarra acústica.
- Denise Gutiérrez - coros.
- Andrés Sánchez - Percusiones, Aro de sonajas.
- Yamil Rezc - Percusiones, Vibráfono, Máquina de escribir.